# Ambassade de la République dominicaine en France
L'ambassade de la République dominicaine en France est la représentation diplomatique de la République dominicaine auprès de la République française. Elle est située 45, rue de Courcelles dans le 8e arrondissement de Paris. Son ambassadeur est, depuis 2013, Rosa Hernandez de Grullón.

## Consulat
Outre la section consulaire de son ambassade à Paris, située 8 bis, avenue Percier dans le 8e arrondissement de Paris. Sa précédente adresse était le 24, rue Vernier, à Paris également. Dans les années 1900, le consulat général se trouvait 14 rue de Londres.
La République dominicaine possède un consulat général à Marseille situé rue Paradis et un consulat général à Pointe-à-Pitre situé 12, rue Henri-Becquerel, à Baie-Mahault, en Guadeloupe.

## Liste des ambassadeurs
| Date de nomination | Date de remise des lettres de créance | Date de remise des lettres de créance | Diplomate                           |
| ------------------ | ------------------------------------- | ------------------------------------- | ----------------------------------- |
| ?                  | 27 mars 1991                          | [ JORF 1 ]                            | Emilio Ludovino Fernandez           |
| ?                  | 2 novembre 1995                       | [ JORF 2 ]                            | Candido Araujo Geron                |
| ?                  | 11 février 1997                       | [ JORF 3 ]                            | Guillermo Pina-Contreras            |
| ?                  | 2 février 2001                        | [ JORF 4 ]                            | Norman Guillermo de Castro Campbell |
| ?                  | 10 février 2004                       | [ JORF 5 ]                            | Raymundo A. Garrido Lantigua        |
| ?                  | 6 juin 2005                           | [ JORF 6 ]                            | Guillermo Pina-Contreras            |
| ?                  | 2 juillet 2010                        | [ JORF 7 ]                            | Laura Faxa                          |
| ?                  | 22 février 2013                       | [ JORF 8 ]                            | Rosa Margarita Hernández de Grullón |